# Supercopa de los Países Bajos 2014
La Supercopa de los Países Bajos 2014 (Johan Cruijff Schaal 2014 en neerlandés) fue la 25.ª edición de la Supercopa de los Países Bajos. El partido se jugó el 3 de agosto de 2014 en el Amsterdam Arena entre el Ajax de Ámsterdam, campeón de la Eredivisie 2013-14 y el PEC Zwolle, campeón de la KNVB Beker 2013/14. PEC Zwolle ganó por 1-0 en el Amsterdam Arena frente a 42.000 espectadores.
| Ajax de Ámsterdam |  | Bandera de los Países Bajos |  | Campeón de la Eredivisie 2013-14               |
| PEC Zwolle        |  | Bandera de los Países Bajos |  | Campeón de la Copa de los Países Bajos 2013-14 |

## Partido
| 3 de agosto de 2014, 18:00 | PEC Zwolle  | 1:0 (0:0) | Ajax de Ámsterdam | Amsterdam Arena, Ámsterdam                                 |                                                            |
|                            | Nijland 55' | Reporte   |                   | Asistencia: 42.000 espectadores Árbitro(s): Danny Makkelie | Asistencia: 42.000 espectadores Árbitro(s): Danny Makkelie |

| 1          | Guardameta     | Diederik Boer    |     |
| 2          | Defensa        | Bram van Polen   |     |
| 15         | Defensa        | Trent Sainsbury  |     |
| 14         | Defensa        | Joost Broerse    |     |
| 5          | Defensa        | Bart van Hintum  |     |
| 22         | Centrocampista | Kamohelo Mokotjo |     |
| 23         | Centrocampista | Ben Rienstra     |     |
| 6          | Centrocampista | Mustafa Saymak   |     |
| 11         | Delantero      | Jesper Drost     |     |
| 30         | Delantero      | Ryan Thomas      | 62' |
| 10         | Delantero      | Stef Nijland     | 68' |
| Entrenador | Entrenador     | Ron Jans         |     |

| 1          | Guardameta     | Kenneth Vermeer    |     |
| 29         | Defensa        | Ruben Ligeon       |     |
| 6          | Defensa        | Mike van der Hoorn |     |
| 4          | Defensa        | Niklas Moisander   |     |
| 5          | Defensa        | Nicolai Boilesen   |     |
| 26         | Centrocampista | Nick Viergever     | 39' |
| 10         | Centrocampista | Davy Klaassen      |     |
| 16         | Centrocampista | Lucas Andersen     |     |
| 20         | Delantero      | Lasse Schöne       |     |
| 19         | Delantero      | Arek Milik         | 82' |
| 11         | Delantero      | Ricardo Kishna     | 59' |
| Entrenador | Entrenador     | Frank de Boer      |     |

| 8 | Delantero | Thanasis Karagounis | 62' |
| 9 | Delantero | Nikolaos Ioannidis  | 68' |

| 25 | Centrocampista | Thulani Serero      | 39' |
| 21 | Delantero      | Anwar El Ghazia     | 59' |
| 9  | Delantero      | Kolbeinn Sigþórsson | 82' |

| Anotado | 55' | Stefan Nijland | 1-0 |

| Amonestado | 52' | Bram van Polen  |
| Amonestado | 54' | Ben Rienstra    |
| Amonestado | 83' | Bart van Hintum |

| Amonestado | 45+1' | Niklas Moisander |

|  |

|  |

| Árbitro             | Danny Makkelie |
| Árbitros asistentes | Dave Goossens  |
| Árbitros asistentes | Bas van Dongen |
| Cuarto Árbitro      | Mario Diks     |

| 1          | Guardameta     | Diederik Boer    |     |
| 2          | Defensa        | Bram van Polen   |     |
| 15         | Defensa        | Trent Sainsbury  |     |
| 14         | Defensa        | Joost Broerse    |     |
| 5          | Defensa        | Bart van Hintum  |     |
| 22         | Centrocampista | Kamohelo Mokotjo |     |
| 23         | Centrocampista | Ben Rienstra     |     |
| 6          | Centrocampista | Mustafa Saymak   |     |
| 11         | Delantero      | Jesper Drost     |     |
| 30         | Delantero      | Ryan Thomas      | 62' |
| 10         | Delantero      | Stef Nijland     | 68' |
| Entrenador | Entrenador     | Ron Jans         |     |

| 1          | Guardameta     | Kenneth Vermeer    |     |
| 29         | Defensa        | Ruben Ligeon       |     |
| 6          | Defensa        | Mike van der Hoorn |     |
| 4          | Defensa        | Niklas Moisander   |     |
| 5          | Defensa        | Nicolai Boilesen   |     |
| 26         | Centrocampista | Nick Viergever     | 39' |
| 10         | Centrocampista | Davy Klaassen      |     |
| 16         | Centrocampista | Lucas Andersen     |     |
| 20         | Delantero      | Lasse Schöne       |     |
| 19         | Delantero      | Arek Milik         | 82' |
| 11         | Delantero      | Ricardo Kishna     | 59' |
| Entrenador | Entrenador     | Frank de Boer      |     |

| 8 | Delantero | Thanasis Karagounis | 62' |
| 9 | Delantero | Nikolaos Ioannidis  | 68' |

| 25 | Centrocampista | Thulani Serero      | 39' |
| 21 | Delantero      | Anwar El Ghazia     | 59' |
| 9  | Delantero      | Kolbeinn Sigþórsson | 82' |

| Anotado | 55' | Stefan Nijland | 1-0 |

| Amonestado | 52' | Bram van Polen  |
| Amonestado | 54' | Ben Rienstra    |
| Amonestado | 83' | Bart van Hintum |

| Amonestado | 45+1' | Niklas Moisander |

|  |

|  |

| Árbitro             | Danny Makkelie |
| Árbitros asistentes | Dave Goossens  |
| Árbitros asistentes | Bas van Dongen |
| Cuarto Árbitro      | Mario Diks     |

|                               |
| Campeón PEC Zwolle 1.º título |